# Грин, Митч
Митч "Заявщик" Грин (англ. Mitch Green, р. 13 января 1957, Августа,Джорджия , США)- американский боксёр-профессионал, выступающий в тяжёлой весовой категории.

## Любительская карьера
Как любитель Митч выиграл в Нью-Йорке Золотые перчатки 4 раза (1976, 1977, 1979 и 1980. Он также 4 раза выиграл Открытый чемпионат в супертяжёлом весе (1976,1977,1979,1980), победив Энтони Зампелли в 1976 году, Грина Гая Кассела в 1977 году, Ральф Фучи в 1979 году, Мерлина Касталаноса в 1980 году. 
Он также был двукратный победитель Междугородных Золотых перчаток. В 1977 году он завоевал титул нокаутом в первом раунде над Кэлвином Крестой и в 1979 году решением судей над Уильямом Осии.
В 1978 году Грин проиграл советскому боксёру Игорю Высоцкому , но все-равно считался перспективным боксёром для Олимпийских Игр 1980 (состоявшихся в Москве), но в США бойкотировали событие, и Грин также проиграл Марвису Фрейзеру в четвертьфинале Олимпийских испытаний в этом году. Грин также смог победить многолетнего соперника Вуди Кларка.
В любительском конкурсе Грин проиграл будущему чемпиону мира Грегу Пейджу и Тони Таббсу, хотя Грину удалось побить Таббса в 1978 году на спортивном фестивале. Удивительно, но он также проиграл будущему тяжелом весе Альфонсо Ратлиффу в 1980 году.

## Профессиональная карьера
Дебютировал в 1980 году в бою с Джери Фолеем, которого нокаутировал в 1 раунде.
Выиграл первые 16 поединков. Наиболее заметными была победа над Флойдом Джамбо Каммингсом и ничья с Робертом Эвансом. Грин занял № 7 в рейтинге WBC, а также вошёл в десятку лучших в WBA.
В августе 1985 года Грин проиграл единогласным решением судей Тревору Бербику
В 1985 году должен был состояться бой Митча Грина против Джеймса Броада за титул NABF, но Грин выбыл из борьбы по денежным причинам.
В мае 1986 года Грин вышел на бой с Майком Тайсоном. Этот бой Тайсон провел всего через 17 дней после поединка с Тиллисом. Митч Грин до боя с Тайсоном имел всего лишь одно поражение, и он считался достаточно перспективным боксером. Также нервную атмосферу на ринге накаляло ещё то обстоятельство, что Грин, как и Тайсон, вырос в Браунсвилле, и в детстве входил в банду, противоборствующую банде, в которую входил Тайсон. Тайсон доминировал весь бой. По регламенту за победу в раунде давали 1 очко. Тайсон победил единогласным решением судей. Большинство экспертов, сравнивая этот бой с боем Тайсон-Тиллис, посчитали, что если Тиллис пытался выиграть, то Грин просто выживал на ринге, сумев отбегаться от Тайсона. После этого боя, Грин не выходил на ринг 7 лет.
Бой между Грином и Джеймсом «Бонкрашером» Смитом был запланирован на декабрь 1986 года в андеркарте боя Тим Уизерспум — Тони Таббс. Однако, Таббс выбыл из за травмы, Костолом встретился с Уизерспумом и завоевал титул, оставив Грина без боя и гонорара.

## Возвращение
Грин вернулся на ринг в феврале 1993 года, когда ему было 36 лет, против Брюса Джонсона. Грин постоянно жаловался на свой гонорар и нового менеджера. В бою Грин отказался бросать любые удары руками и постоянно конфликтовал с рефери, пока раздраженный рефери не остановил бой в 3 раунде.
В 1994 году Грин проиграл Мелвину Фостеру.
В июле 1998 году Грин победил над Майка Диксона, но допинг-проба Грина показала наличие в крови следов марихуаны, и бой был признан несостоявшимся.
В октябре 1998 года проиграл Брайану Никсу.
В марте 1996 году Грин должен был встретится с Шенноном Бриггсом, но бой не состоялся, так как Грин вытащил пистолет и наставил на своего менеджера.
В конце своей карьеры, будучи уже в возрасте, Грин выиграл два боя. Он выиграл титул Всемирной боксерской империи в супертяжёлом весе единогласным решением судей над Дэнни Воффордом.
В августе 2005 года Грин победил Билли Митча, после чего ушёл из бокса.

## Драка с Тайсоном
Грин получил наибольшую известность за его неприязнь к Тайсону. Кульминацией стал инцидент, который произошёл в ночь на 23 августа 1988 года в Гарлеме. Тайсон был со своим другом Дэвидом Р. Стеком. Они делали покупки в Дапер Дэнсе, магазине одежды в Гарлеме. Грин узнал, что Тайсон был в области, и решил разыскать его в надежде обеспечить матч-реванш. Завязалась потасовка, и Грин ударил Тайсона. В ответ на это Тайсон одним правым прямым ударом в голову заставил Грина упасть на пол. Как позже отмечали СМИ, удар был настолько сильным, что Тайсон сломал себе руку, а вот Митчу Грину наложили 5 швов на нос. Позднее Грину выплатили 45000 долларов в качестве возмещения ущерба по гражданскому иску против Тайсона, хотя сумма не покрыла судебные издержки.